# BeetleCam
Beetlecam (beetle = brouk, cam = fotografická nebo filmová kamera) je malá dálkově ovládaná bugina nesoucí fotoaparát nebo filmovou kameru. Používá se na fotografování nebo filmování divoké přírody z velmi malých vzdáleností.
První vozítko postavili bratři Will a Matt Burrard-Lucasovi a první snímky pořídili a zveřejnili v roce 2010 v sérii nazvané "The Adventures of BeetleCam", když natočili africká divoce žijící zvířata v národních parcích Ruaha a Katavi v Tanzanii. Pořídili unikátní fotografie a videa afrických slonů, buvolů a lvů. Jeden jejich fotoaparát byl po setkání se lvem zničen.
V roce 2011 se na místo vrátili se dvěma vylepšenými BeetleCamy speciálně vyrobenými na dokumentování lvů. V rámci tohoto projektu vytvořili řadu pozoruhodných snímků lvů a mladých hravých šelem. Tato série byla poprvé publikována v roce 2012 v článku s názvem "BeetleCam vs the Lions of the Masai Mara". BeetleCam Mark II používal fotoaparát Canon EOS 1Ds Mk III.